# Le Bémont
Pour les articles homonymes, voir Bémont.
Le Bémont (ancien nom allemand : Hübschenberg) est une commune suisse du canton du Jura, située dans le district des Franches-Montagnes.

## Géographie

### Situation
La commune du Bémont, située à 28 km à vol d’oiseau au nord-est de La Chaux-de-Fonds et à 29 km de Delémont, fait partie de la paroisse de Saignelégier, la localité voisine. Outre le village du Bémont, elle compte plusieurs hameaux (La Bosse, Les Communances, Les Cufattes, Sous-le-Bémont, Les Rouges-Terres).
Le territoire du Bémont s'étend sur 11,67 km2. Lors du relevé de 2013-2018, les surfaces d'habitations et d'infrastructures représentaient 4,4 % de sa superficie, les surfaces agricoles 68,2 %, les surfaces boisées 26,4 % et les surfaces improductives 0,9 %.

### Transports
- Chemins de fer du Jura :
  - Ligne ferroviaire La Chaux-de-Fonds – Le Noirmont – Saignelégier – Glovelier
  - Ligne de bus Saignelégier – Montfaucon – Glovelier

## Histoire
Le village est mentionné pour la première fois en 1330 (Le Belmont)[réf. nécessaire].
Le Bémont fait partie de la seigneurie des Franches-Montagnes jusqu'en 1792, des départements français du Mont-Terrible puis du Haut-Rhin jusqu'en 1814, du bailliage puis district bernois des Franches-Montagnes de 1815 à 1978, et enfin du canton du Jura. Le Bémont est une commune encore essentiellement agricole en 1990.

## Population

### Surnom
Les habitants de la commune sont surnommés lè Conouèye, soit les corneilles en patois taignon.
Les habitants du hameau de la Bosse sont surnommés les Raines et ceux du hameau de Communances les Rainets, soit respectivement les grenouilles et les petites grenouilles en patois taignon.

### Démographie

#### Évolution de la population
Le Bémont compte 308 habitants au 31 décembre 2022 pour une densité de population de 26 hab/km2. Sur la période 2010-2019, sa population a diminué de −2,1 % (canton : 5,1 % ; Suisse : 9,4 %).  

#### Pyramide des âges
En 2020, le taux de personnes de moins de 30 ans s'élève à 32,1 %, au-dessous de la valeur cantonale (33 %). Le taux de personnes de plus de 60 ans est quant à lui de 27,2 %, alors qu'il est de 28,1 % au niveau cantonal.
La même année, la commune compte 161 hommes pour 163 femmes, soit un taux de 49,7 % d'hommes, supérieur à celui du canton (49,5 %).
| Hommes | Classe d’âge | Femmes |
| ------ | ------------ | ------ |
| 1,2    | 90 ans ou +  | 0,6    |
| 6,8    | 75 à 89 ans  | 9,2    |
| 19,3   | 60 à 74 ans  | 17,2   |
| 24,2   | 45 à 59 ans  | 23,3   |
| 16,8   | 30 à 44 ans  | 17,2   |
| 15,5   | 15 à 29 ans  | 23,3   |
| 16,1   | - de 14 ans  | 9,2    |

| Hommes | Classe d’âge | Femmes |
| ------ | ------------ | ------ |
| 0,7    | 90 ans ou +  | 1,7    |
| 7,8    | 75 à 89 ans  | 10,1   |
| 17,7   | 60 à 74 ans  | 18,1   |
| 21,1   | 45 à 59 ans  | 21,4   |
| 18,1   | 30 à 44 ans  | 17,3   |
| 18,9   | 15 à 29 ans  | 16,9   |
| 15,7   | - de 14 ans  | 14,5   |

## Culture et patrimoine

### Patrimoine bâti et naturel
Depuis la route conduisant du Bémont aux Rouges-Terres, on accède à la réserve naturelle de l'Étang des Royes, créée en 1969. L'ancienne scierie des Royes était située sur territoire de la commune du Bémont, alors que l’étang fait partie de la commune de Saignelégier.
Érigée en 1719 et reconstruite en 1897, la chapelle de La Bosse est dédiée à Jeanne Froidevaux (1596-1625), sœur Marie-Hyacinthe.

### Manifestations
- Baitchai